# El moviment continu
Lo mohiment contínuo (El moviment continu, en català normatiu) és una comèdia de costums en tres actes i en vers, original de Ramon Bordas i Estragués, estrenada al Teatre Català, instal·lat al teatre Romea de Barcelona, la nit del 6 de desembre de 1892.

## Repartiment de l'estrena
- Aurora: Carme Parreño
- Don Bernat: Jaume Capdevila
- Don Xavier: Jaume Martí
- Don Mateu: Iscle Soler
- Mario: Modest Santolària
- Salvador: Hermenegild Goula
- Maurici: Joaquim Pinós

## Edicions
- Imprenta y Llibreria de Paciá Torres. Gerona, 1893